# Ни на небесах, ни на земле
Ни на небесах, ни на земле (фр. Ni le ciel ni la terre) — франко-бельгийский фантастический триллер 2015 года, поставленный художником и режиссёром-дебютантом Клеманом Кожитором. Фильм участвовал в секции «Неделя критики» 68-го Каннского кинофестиваля 2015 года.
В 2016 году ленту выдвинули в трёх категориях на получение французской премии «Люмьер», в частности за лучший дебютный фильм и за лучшее исполнение мужской роли (Жереми Ренье).

## Сюжет
Афганистан, 2014 год. Команда капитана Антареса Бонасье размещена вдоль афгано-пакистанской границы. В то время как войска НАТО находятся в процессе вывода, их миссия заключается в мониторинге и в наблюдении за ситуацией в отдалённой долине Вакхан вокруг небольшого села пастухов. Распорядок дня группы иногда нарушается несколькими стычками с группами талибов, находящихся в окружающих горах.
Однажды ночью, солдаты начинают таинственно исчезать в долине. Для возврата своих собратьев, французские солдаты принимают решение провести простое, на первый взгляд, исследование, но на самом деле они получают больше вопросов, чем ответов…

## В ролях
| Актёр            | Роль               |
| ---------------- | ------------------ |
| Жереми Ренье     | Антарес Бонасье    |
| Сванн Арло       | Жереми Лерновски   |
| Марк Робер       | Жан-Батист Фреринг |
| Кевин Азаис      | Уильям Дени        |
| Финнегэн Олдфилд | Патрик Мерсье      |